# شق (تشريح)
في علم التشريح، الشق (بالإنجليزية: fissure) (اللاتينية: fissura والجمع fissurae) هو أخدود أو انقسام طبيعي أو ثلم عميق أو فلج ممدود أو تمزق في أجزاء مختلفة من الجسم.

## الأنواع

### المخ
- الشق الطولي الوسطي أو الشق الطولاني: الذي يقسم الدماغ إلى نصفين.
- شق بيشا: الموجود أسفل الجسم الثفني في المخيخ في الدماغ.
- شق بروكا: الموجود في الطية الأمامية اليسرى الثالثة للدماغ.
- شق بورداخ: يربط فص الجزيرة في الدماغ والسطح الداخلي من الوصاد.
- الشق المهمازي: يمتد من قذالي الدماغ إلى الشق القذالي.
- الشق الثفني الهامشي: الموجود في السطح الإنسي للدماغ.
- الشق المركزي أو شق رولاندو: يفصل الفصوص الجدارية والأمامية في المخ.
- شق كليفينجر: يوجد في الفص الصدغي الداخلي للمخ
- الشق الجانبي: يوجد في السطح الداخلي للدماغ.
- شق الحصين: هو شق يمتد من الجسم الثفني للدماغ إلى ذروة الفص الصدغي.
- الشق الأفقي أو الشق المستعرض: يوجد بين المخ والمخيخ. لاحظ أنه يمكن أيضًا إيجاد «الشق المستعرض» في الكبد والرئتين.
- الشق القذالي الجداري: يوجد بين الفصوص القذالية والجدارية من الدماغ.
- شق سيلفيوس: يفصل الفص الجبهي والجداري للمخ من الفص الصدغي.
- شق فيرنيكه: يفصل الفص الصدغي والجداري عن الفص القذالي بواسطة الشق
- شق زيغال: يوجد في المخ.

### الجمجمة
- الشق الأذيني: يوجد في العظم الصدغي
- الشق الجناحي الفكي
- الشق الصخري الطبلي
- الشق الوتدي: يفصل أجنحة وجسم العظم الوتدي.
- الشق العلوي للحجاج

### الكبد
- الشق الطولاني: يوجد في الطبقة السفلى من الكبد، وهو أيضًا شق يفصل النصف الأيمن والنصف الأيسر للمخ.
- الشق البابي: يوجد في السطح السفلي للكبد.
- الشق السُري: يوجد أمام الكبد.

### الحبل الشوكي
- الشق الناصف البطني

### الرئة
- الشق المائل للرئة اليمنى واليسرى
- الشق الأفقي للرئة اليمنى

### الكبد
- الشق الخاص الرباط المدور الكبدي
- الشق الخاص الرباط الوريدي

### أخرى
- شق هنلي: النسيج الضام بين الألياف العضلية للقلب.
- الشق الجفني: يفصل الجفن العلوي والسفلي.

## الشق غير الطبيعي
يمكن أن يشير الشق أيضًا إلى مسلك أو قرحة غير طبيعية، ويكون أكثر شيوعًا في فتحة الشرج ويُسمى الشق الشرجي.